# Бараев, Арби Алаутдинович
Арби́ Алаутди́нович Бара́ев (27 мая 1973, Алхан-Кала, ЧИАССР — 23 июня 2001, там же) — 1-й командир Исламского полка особого назначения «ИПОН» (1996—2001), террорист и сторонник движения за независимость Чечни от РФ в 1990-е и 2000-е годы (до своей смерти — 23 июня 2001 года), представитель салафитского радикального крыла чеченского сопротивления. Считается одним из самых известных эмиров сопротивления в войне с российскими войсками в Чечне. Был сторонником создания чеченского исламского государства на основе законов шариата. В 1996 году получил звание бригадного генерала (ЧРИ).

## Становление
Родился в селе Алхан-Кала. По окончании школы работал постовым ГАИ в Урус-Мартане, куда его пристроил дядя по матери — Ваха Арсанов, работавший в управлении ГАИ Чечено-Ингушской АССР. В 1991 году Ваха Арсанов, создавая так называемую национальную гвардию, привлёк в неё в числе других своих бывших сослуживцев по ГАИ и племянника, который стал одним из его телохранителей. Позднее он перешёл в охрану бывшего начальника гудермесской ГАИ Ичкерии Султана Гелисханова, возглавившего Службу национальной безопасности ЧРИ (по другим данным, он был телохранителем Зелимхана Яндарбиева, который и воспитал из него ярого сторонника «чистого ислама», позднее таких, как он, в Чечне будут называть «ваххабитами»).
Семья: отец — Аллаутдин Бараев. Мать — Сасана Хамидовна Арсанова. Дядя — Ваха Арсанов. Племянник — Докку Умаров. Братья - Сулейман, Хусейн, Альви, Хасан, Бухари. Племянники — Мовсар Саламов (Мовсар Бараев), Ислам Саламов, Адлан Бараев. Сыновья — Фатхи Бараев, 12.06.1998 года рождения, родился в г. Грозный Чеченской Республики, воюет против Российской армии на стороне Украины в составе ОБОН ВС ЧРИ. Асадуллах Бараев, 26.10.2001 года рождения, родился в г. Грозный Чеченской Республики.

## Участие в чеченском конфликте
В Первую чеченскую войну Бараев подчинялся полевому командиру Хизиру Алхазурову, но затем сформировал собственный отряд, который Зелимхан Яндарбиев назвал «Исламским полком особого назначения». В июне 1995 принял участие в рейде Шамиля Басаева на Будённовск. В 1996 году перешёл в подчинение арабскому наёмнику Хаттабу, активно поддержав его действия по насаждению «ваххабизма» и шариата в Чечне.
Уже тогда многие местные сторонники чеченской независимости расходились с иностранными «добровольцами» в мнениях о дальнейшем пути развития ЧРИ. Арби Бараев, как и Шамиль Басаев, которому Арби Бараев был фанатично предан, заняли сторону арабских наёмников. Разногласия между руководителями ЧРИ вылились на местах в вооружённые столкновения между отрядами боевиков. В июле 1998 года Арби Бараев по указанию Зелимхана Яндарбиева организует мятеж в Гудермесе, подавленный отрядом Руслана Гелаева. За это президент ЧРИ Аслан Масхадов лишил Бараева звания бригадного генерала и расформировал «Исламский полк особого назначения». Однако личный состав не был разоружён, и фактически вооружённая группировка продолжала функционировать.
С середины 1990-х годов сам Бараев и его подручные, как и многие в независимой Чечне тех лет, занялись прибыльным частным бизнесом — похищениями людей, которых они убивали, если не получали требуемый выкуп. Эта деятельность продолжалась и после подписания Хасавюртовских соглашений. Заложников, за которых вовремя не был внесен выкуп, пытали и убивали, и Бараев настолько прославился своей жестокостью, что другие похитители даже с согласия Бараева сообщали родственникам, что похищенный якобы находится у Бараева, после чего последние спешили внести выкуп. Деньги делились с Бараевым. Бараева и его подчинённых, в частности, обвиняют в похищении представителя президента РФ в Чечне Валентина Власова, в убийстве сотрудника российского представительства в Грозном Акмаля Саитова, похищениях фотокорреспондента ИТАР-ТАСС Владимира Яцины, журналистов НТВ, сотрудников «Радио России», солдат и офицеров российской армии. Сам Бараев лично пытал и убивал пленных и заложников.
Одним из последних преступлений стало похищение четырёх иностранных инженеров-связистов — трёх англичан и новозеландца Питера Кеннеди, Даррена Хики, Рудольфа Пеши и Стенли Шоу, которых после нескольких месяцев заключения Бараев обезглавил лично.

Впрочем, надо отдать должное целеустремленности Бараева. Человек он был по-своему уникальным: за пять лет поднялся по карьерной лестнице от старшины ГАИ до бригадного генерала (аналог нашего звания генерал-лейтенанта)! Впору заносить в Книгу рекордов Гиннесса. Причём столь стремительным восхождением 27-летний чеченец обязан не блистательному уму, талантам или доблести сердца, а пролитой им человеческой крови: с января 1995 года он собственноручно замучил более двухсот человек! Причём с одинаковой садистской изощрённостью издевался и над русским священником, и над ингушом-милиционером, и над дагестанским строителем, и над подданными Её Величества королевы Великобритании.— генерал Г. Н. Трошев, «Моя война. Чеченский дневник окопного генерала.»
В 1999 году, с началом Второй чеченской войны, отряд Бараева участвовал в обороне города Грозного во время операции по взятию города российскими войсками. В начале 2000 года со своим отрядом Арби отошел в село Алхан-Юрт, где весной этого же года организовал террористическую группировку «Джихад-3», осуществившую ряд терактов. В частности Арби Бараевым был спланирован взрыв 7 июня 2000 года начиненного взрывчаткой грузовика на территории комендатуры Омского ОМОНа в Алхан-Юрте. В этом теракте погибла родная (по другим данным двоюродная) сестра Арби Бараева Хава, ставшая исполнительницей этого теракта.
C марта 2000 по июнь 2001 года возглавляемой Арби Бараевым террористической группировкой «Джихад-3» был осуществлен ряд покушений и убийств чеченских чиновников, сотрудничающих с федеральными силами, в том числе покушение на мэра Грозного Супьяна Махчаева. Также членами «Джихад-3» были убиты руководители администраций сел Гехи, Кулары, Валерика и Алхан-Юрта.

## Смерть
По официальной версии, в июне 2001 года был ликвидирован сотрудниками Центрa специального назначения вместе со своими сообщниками, в результате спецоперации ФСБ. При зачистке родного села Бараева он вместе с двумя соратниками был обнаружен в схроне, по наводке информатора. В результате перестрелки погиб 19-летний старший стрелок-гранатомётчик 8-го отряда специального назначения «Русь» Евгений Золотухин (10 августа 2001 года посмертно удостоен звания Героя Российской Федерации) и были ранены несколько офицеров, все террористы были уничтожены.
По другой версии, 23 июня 2001 года в Алхан-Кале, в 10 километрах от Грозного, Бараев был захвачен подразделением ГРУ, состоящим из чеченцев. При этом чеченцам пришлось штурмовать здание военной комендатуры, где Бараев с охранниками укрылся, чтобы избежать ареста. После захвата Бараев и четверо его сообщников допрашивались офицерами ГРУ в течение 11 часов (допрос записывался на видеокамеру), а затем были расстреляны.

## Личная жизнь
Был женат на Зуре Бараевой, которая была убита 26 октября 2002 года в ходе операции по освобождению заложников, захваченных в театральном центре на Дубровке во время показа мюзикла «Норд-Ост», где она возглавляла женский отряд террористов.
Бывшая заложница Ирина Филиппова описала её так:
Она казалась нормальной. Она скрыла свои чувства за маской любезности. Она, казалось была рада быть тут, что люди слушали её и желали говорить с нею, что она осознала ситуацию. Она спрашивала, есть ли у заложников дети. Она всё время говорила: «Всё будет прекрасно. Это закончится мирно».